# ルルネージュ

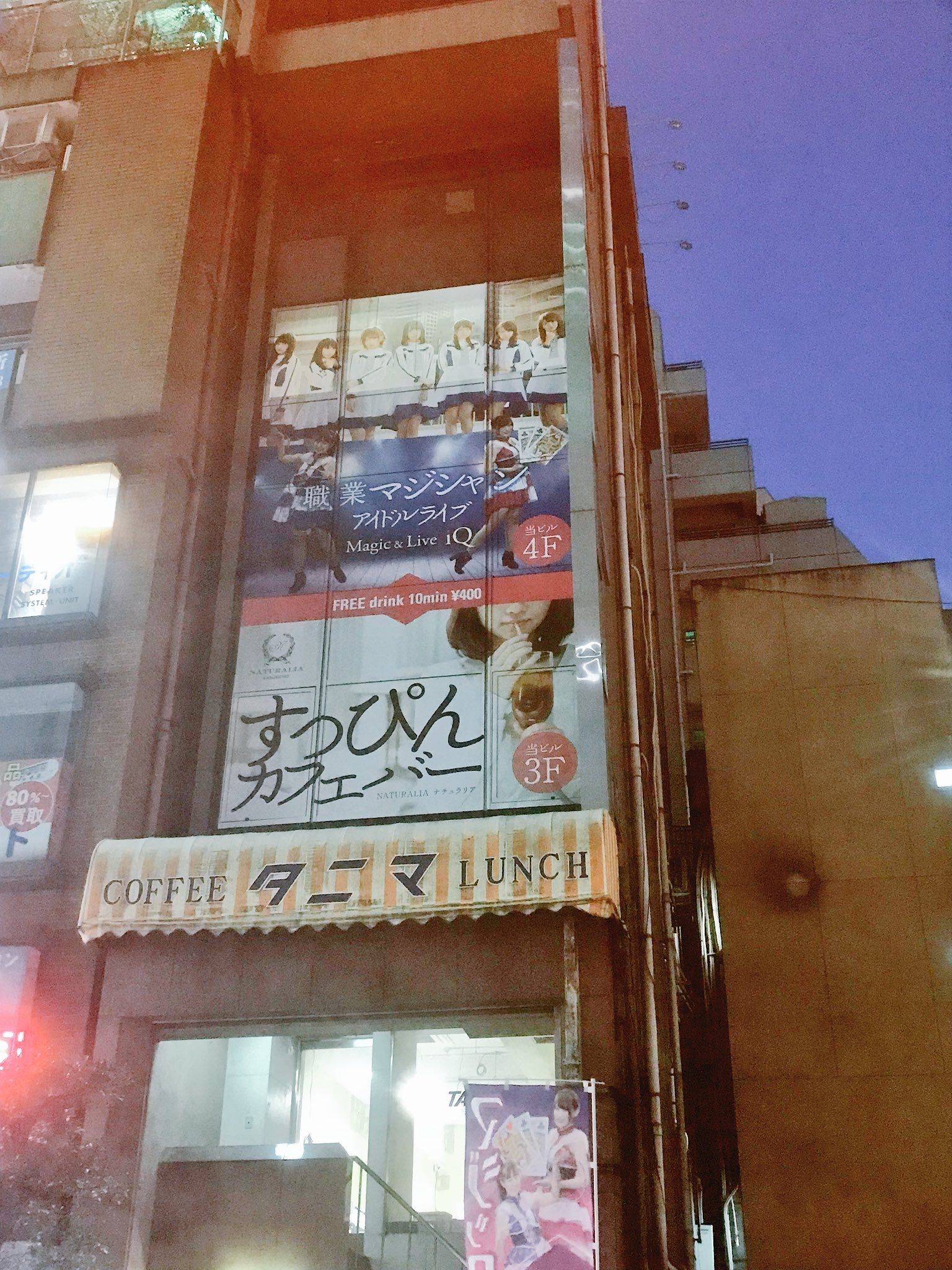
AKIBAアイドルクエストステージiQが4階に入居する松井ビル

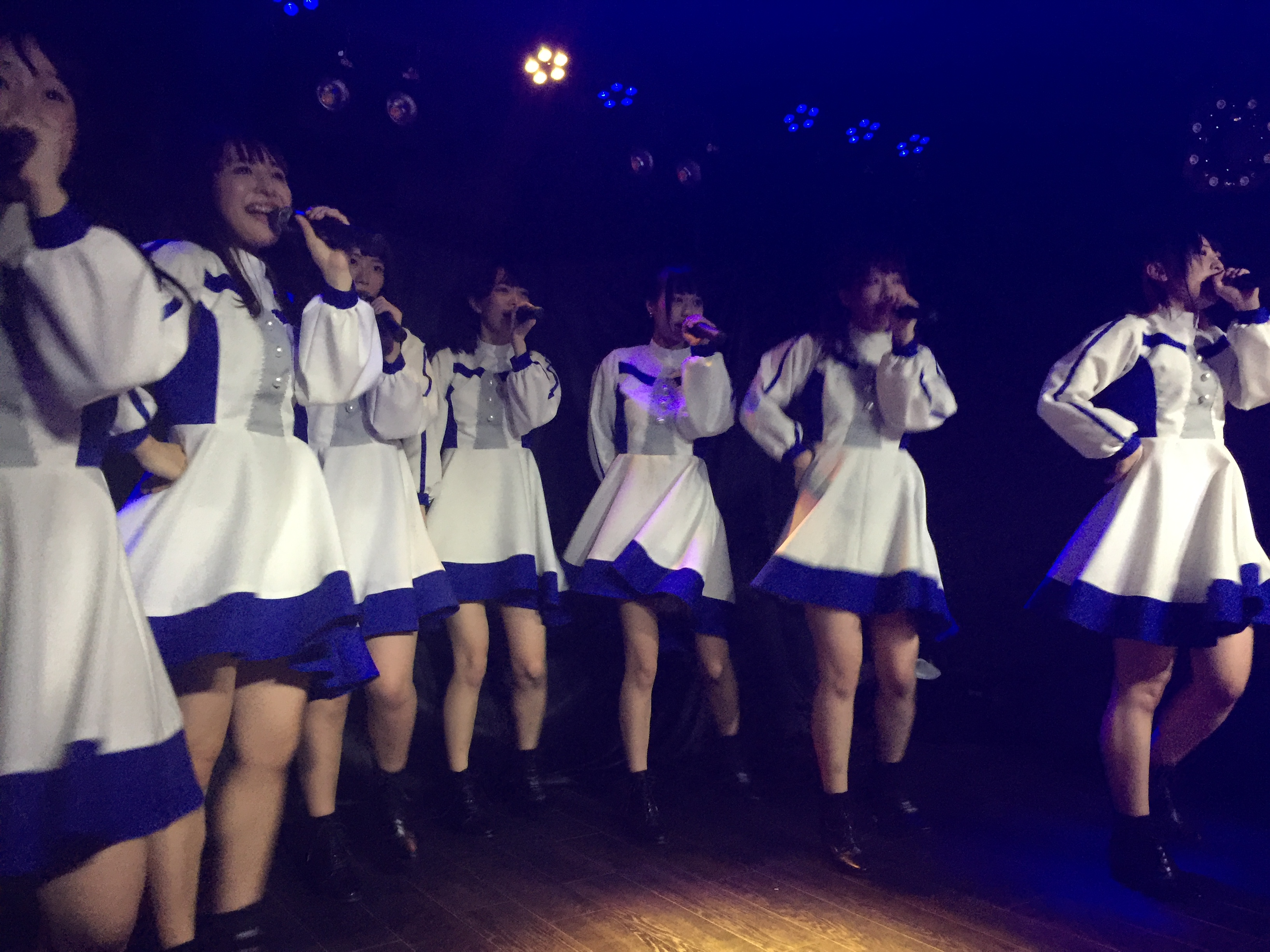
2018年11月25日、Magic&Live iQ公演

ルルネージュは、2018年に活動を開始した日本の女性アイドルグループである。通称「ルルネ」。

## 概要
2018年に「Sweet♠Tricks」と「東京藍小町」が合併して結成された。初期メンバーはSweet♠︎Tricksの2人、東京藍小町の3人と「ホリエモンプロデュースアイドルグループ第2期生」オーディション合格者から2人の7名。2018年11月18日ライブデビュー。東京都千代田区外神田にグループ専用劇場「AKIBAアイドルクエストステージIQ」（旧・Magic & Live iQ）を持っていたが、IQでの公演は2021年9月25日で終了。以後都内のライブハウスで劇場公演を行う。
グループ名はメンバーの池田杏菜が考案。「ルル」はドイツ語で「真珠」、「ネージュ」はフランス語で「雪」という意味である。衣装は、儚さを彷彿とさせる白色を基調としたデザインを採用し、イメージカラーとなっている。初期の楽曲はメンバー全員で作詞していた。2020年以降はフジノリョウガが作詞を担当（「花のかわりに何を贈ろうか」、「ジブンドキ」、「ぎゅっとサマー」、「君が選ばないキーホルダー」、その他シアター曲）。
グラビアアイドル兼TikTokerのかとゆりがマネジャーを務めている。

## 略歴
2018年
- 9月15日、エリクサーが運営するアイドルグループの定期公演にて、「Sweet♠Tricks」（松尾、渡邉）、「東京藍小町」（清水、池田、住久）、ホリエモンプロデュースアイドルグループ第2期生（野村、水木）に在籍していたメンバーからなるユニットルルネージュの結成が発表。
- 11月1日、アーティスト写真等グループの詳細を発表。
- 11月18日、TOKYO FM HALLで開催されたライブにてお披露目。

2019年
- 3月14日、水木春花が体調不良のため卒業。
- 4月29日、TwinBoxGARAGEにて1stワンマンライブを開催。
- 9月29日、池田杏菜が療養のため卒業
- 11月3日、2期メンバーとして時田紗凪、藤田小絵が加入。
- 12月28日、渋谷WOMBにて2ndワンマンライブを開催。このライブをもって松尾百華が卒業。

2020年
- 1月4日、藤田小絵が学業専念で脱退。
- 3月27日、YouTubeチャンネル「GIRL's LIFE / ガールズライフ」にて、メンバーがシェアハウスで生活する様子などの配信を開始。
- 8月30日、生誕無観客ライブをもって、野村萌夏が卒業。
- 10月19日、シングル「君レター」を配信開始。
- 10月21日、シングル「まだ見ぬ世界」、「ROCK YOU ROCK YOU!」、「ひと夏のダイアリー」を配信開始。
- 11月30日、渋谷RUIDO K2で開催された「渡辺樹莉卒業ライブ」をもって、渡辺樹莉が卒業。
- 12月1日、3期メンバー百瀬芽衣の新加入と2019年9月に卒業した池田杏菜の復帰を発表。
- 12月5日、シングル「青春の下で」を配信開始。
- 12月28日、渋谷ストリームホールにて3rdワンマンライブ「雪の降る夜に見た夢」を開催。

2021年
- 1月13日、シングル「花の代わりに何を贈ろうか」を配信開始。
- 3月10日、シングル「ジブンドキ」を配信開始。
- 4月12日、新メンバーオーディションを開催。
- 5月29日、「ROAD TO @JAM EXPO 2020-2021 LIVE FINAL」に出演。最終審査の結果1位となり、＠JAM EXPO 2020-2021の出演が決定。
- 7月22日、「GIGA・GIGA SONIC Powered by TOKYO Street COLLECTION」に出演。
- 7月22日、シングル「ぎゅっとサマー!!!」を配信開始。
- 8月7日、神田明神ホールにて4thワンマンライブ「あの頃、思い描いていた夏」を開催。
- 8月29日、＠JAM EXPO 2020-2021（横浜アリーナ）に出演。

2022年
- 1月30日、白金高輪SERENE B2にて5thワンマンライブ「この冬、君は何を見る」を開催。
- 6月8日、澪川舞香が加入。
- 8月15日、新宿BLAZEにて6thワンマンライブ「あの夏だけに咲いた向日葵」を開催。

2023年
- 2月13日、Spotify O-EASTにて7thワンマンライブ「冬空を君と見上げる頃には」を開催。
- 4月25日、TOKYO GRAVURE IDOL FESTIVALとの連動企画「春のTGIF 週プレ賞 2023」に、グループを代表して池田杏菜が参加。
- 4月29日、森宮藍が加入。
- 6月27日、池田杏菜が規約違反により脱退。
- 8月1日、山本琉愛が加入。

2024年
- 1月24日、森宮藍presents「もりもりまつり！」（原宿RUIDO）開催（以後定期的に開催）。
- 2月28日、Zepp DiverCity(TOKYO)にてワンマンライブ「Swim」開催。
- 11月23日、澪川が生誕祭を以て卒業。

## メンバー
| 名前      | よみ          | 愛称          | 血液型 | 身長  | 生年月日               | 担当カラー | 加入時期     | 備考                                      |
| --------- | ------------- | ------------- | ------ | ----- | ---------------------- | ---------- | ------------ | ----------------------------------------- |
| 清水 梨紗 | しみず りさ   | りさちー      | B型    | 165   | 2000年1月11日（25歳）  | 水色       | 初期メンバー |                                           |
| 森宮 藍   | もりみや あい |               | O型    |       | 1999年4月16日（26歳）  | 黄色       | 2023年4月    | 2019年9月から2023年2月までぼばっぷ!で活動 |
| 山本 琉愛 | やまもと るな |               | O型    | 151.5 | 2003年12月28日（21歳） |            | 2023年8月    | 元ラストアイドル                          |
| 日野 七海 | ひの ななみ   |               |        | 158   | 12月27日               |            | 2024年12月   |                                           |
| 汐月 柚   | しおつき ゆず | ゆず 、ゆずぴ |        | 156   | 4月5日                 |            | 2024年12月   | 元Planet Merry (プラメリ)                 |
| 辻野 もも | つじの もも   | ももちゃ      |        | 157.8 | 3月5日                 |            | 2024年12月   |                                           |

### 過去のメンバー
| 名前      | よみ            | 愛称                 | 血液型 | 身長    | 生年月日               | 担当カラー | 加入期    | 卒業脱退時期  | 備考                                                                        |
| --------- | --------------- | -------------------- | ------ | ------- | ---------------------- | ---------- | --------- | ------------- | --------------------------------------------------------------------------- |
| 水木 春花 | みずき はるか   | はるまき             | A型    | 161     | 1997年12月20日（27歳） | 青         | 初期      | 2019年3月     | 卒業後「平成-Hiranari-」「RiNCENT.」加入、現在はソロアイドル                |
| 藤田 小絵 | ふじた さえ     | さえちゃん           | O型    | 159     | 2000年7月10日（25歳）  | 青         | 2期       | 2019年12月    |                                                                             |
| 松尾 百華 | まつお ももか   | まつもも             | A型    | 158     | 1997年8月27日（27歳）  | 緑         | 初期      | 2019年12月    | 卒業後ディサイファにて女優として活動                                        |
| 野村 萌夏 | のむら ももか   | ももん               | A型    | 160     | 2001年8月24日（23歳）  | ピンク     | 初期      | 2020年8月     | 卒業後「横峯もも」と改名し「ワッツ◎さーくる」で活動                         |
| 渡邉 樹莉 | わたなべ きり   | きりてぃ             | O型    | 158     | 1998年1月5日（27歳）   | 赤         | 初期      | 2020年11月    | 卒業後ONE BY ONEおよびJILLASTEDに所属、現在はアンチテーゼが解散後、暁で活動 |
| 時田 紗凪 | ときた さな     | さなちん、ちゅわんぬ | A型    | 150     | 1997年8月12日（28歳）  | オレンジ   | 2期       | 2022年3月     |                                                                             |
| 住久 凜   | すみひさ りん   | りんちゃん           | A型    | 151     | 2003年4月18日（22歳）  | 紫         | 初期      | 2023年4月     | スターダム★アイドルズにも在籍                                               |
| 池田 杏菜 | いけだ あんな   | 池ちゃん、あーちゃん | B型    | 自称183 | 1999年1月5日（26歳）   | 緑         | 初期      | 2023年6月     | 2019年9月卒業、2020年12月復帰。現在は夢幻スタートレール                     |
| 百瀬 芽衣 | ももせ めい     | めいめい、めいちゃん | AB型   | 154     | 2002年3月30日（23歳）  | ピンク     | 3期       | 2023年10月    |                                                                             |
| 澪川 舞香 | みおかわ まいか | まか、まかしゃん     | B型    | 153.5   | 2001年10月27日（23歳） | 赤         | 2022年6月 | 2024年12月2日 | miaoを2021年12月脱退現在はfav me                                            |

## 作品

### 配信シングル
- 君レター（2020年10月19日、ルルネージュ）[22]
- ひと夏のダイアリー（2020年10月21日、ルルネージュ）[25]
- まだ見ぬ世界（2020年10月21日、ルルネージュ）[23]
- ROCK YOU ROCK YOU!（2020年10月21日、ルルネージュ）[24]
- 青春の下で（2020年12月5日、ルルネージュ）[28]
- 花の代わりに何を贈ろうか（2021年1月13日、snol・music）
- ジブンドキ（2021年3月10日、snol・music）[31]
- ぎゅっとサマー！！！（2021年7月22日、snol・music）[34]

## 出演

### 動画配信
- YouTubeチャンネル「アルバイトチャンネル」（2019年5月27日 - 、YouTube） - アシスタント（清水が出演）[46][47]